# Mission de vérification des Nations unies en Angola II
La Mission de vérification des Nations unies en Angola II  (UNAVEM II) est la deuxième mission de maintien de la paix des Nations unies en Angola, sur les quatre missions déployées au total pendant la guerre civile angolaise. Elle fut établie le 30 mai 1991 par la résolution 696 du Conseil de sécurité des Nations unies, dans le but de superviser et de maintenir le cessez-le-feu multilatéral déclaré en 1990 et les accords de Bicesse qui suivirent, et dura jusqu'au 8 février 1995,.
La résolution 747, adoptée le 24 mars 1992, modifia le mandat pour y inclure la supervision des élections législatives et présidentielles. Quatre cents observateurs électoraux furent déployés à ce titre. En 1993, le mandat fut à nouveau ajusté pour encourager une plus stricte observance du cessez-le-feu, tant par le gouvernement que par l'UNITA, après une reprise des hostilités. Finalement, à la fin 1994, les résolutions 952 et 966 chargèrent la mission de l'observation et de la vérification du protocole de Lusaka du 20 novembre de la même année. Les préparatifs débutèrent pour faire place à une nouvelle mission, la Troisième mission de vérification des Nations unies en Angola (UNAVEM III).
La mission impliqua des observateurs militaires, une police civile, des observateurs électoraux, du personnel paramédical et du personnel tant local qu'international, originaire de vingt-cinq pays et de cinq continents. Le déploiement maximal fut de 1 100 personnes au début du processus électoral, réduit à 200 après juin 1993. La mission déplora cinq morts parmi son personnel, dont trois militaires et deux civils.

## Contexte
Peu après l'indépendance de l'Angola du Portugal en 1975, le fragile gouvernement de coalition tripartite a sombré dans la guerre civile. Le MLPA, avec le soutien des troupes cubaines ainsi que l'appui de l'Union soviétique et d'autres partis communistes, a rapidement pris le contrôle de Luanda et du gouvernement, et l'UNITA, alliée au Front national de libération de l'Angola (FNLA), a été limitée à l'intérieur du pays. La première mission de maintien de la paix des Nations unies en Angola, la Mission de vérification des Nations unies en Angola I (UNAVEM I), a supervisé le retrait convenu de Cuba en 1988. La même année, les troupes sud-africaines soutenant l'UNITA ont été retirées et en 1990, les belligérants, rejoints par dix-huit autres nations africaines, ont accepté un cessez-le-feu. À la mi-1991, le Conseil de sécurité des Nations unies a autorisé le déploiement de l'UNAVEM II pour succéder à l'UNAVEM I et surveiller le nouvel accord de cessez-le-feu. Les accords de Bicesse de 1991 ont établi un système électoral démocratique pour l'Angola, sous la supervision d'UNAVEM II. Après l'appel aux armes lancé en 1992 par Jonas Savimbi, candidat mécontent à la présidence de l'UNITA, les hostilités ont repris jusqu'au protocole de Lusaka de 1994.

## Mandats
L'UNAVEM II a été créée par la résolution 696 du Conseil de sécurité du 30 mai 1991 avec le mandat suivant : vérifier les dispositions convenues par les parties angolaises pour le contrôle du cessez-le-feu et pour la surveillance de la police angolaise pendant la période de cessez-le-feu.
Le 24 mars 1992, le Conseil de sécurité, par sa résolution 747 (1992), a décidé d'élargir le mandat de l'UNAVEM II pour y inclure l'observation et la vérification des élections présidentielles et législatives en Angola.
Après la reprise des combats en octobre 1992 entre le gouvernement angolais et les forces de l'UNITA, le mandat de l'UNAVEM II a été ajusté, conformément aux résolutions du Conseil de sécurité 804 (1993) du 20 janvier 1993, 811 (1993) du 12 mars 1993 et 834 (1993) du 1er juin 1993, afin d'aider les deux parties à s'entendre sur les modalités d'achèvement du processus de paix et, en même temps, de négocier et d'aider à mettre en oeuvre des cessez-le-feu au niveau national ou local.
Dans le cadre de la signature le 20 novembre 1994 par le gouvernement angolais et l'UNITA du protocole de Lusaka, le Conseil de sécurité, par ses résolutions 952 (1994) du 27 octobre 1994 et 966 (1994) du 8 décembre 1994, a autorisé l'UNAVEM II à vérifier les premières étapes de l'accord de paix.
En février 1995, le Conseil de sécurité a créé une nouvelle mission - UNAVEM III - pour suivre et vérifier la mise en œuvre du Protocole de Lusaka.

## Contributeurs du personnel militaires et police civile
25 États ont détaché du personnel:

Algérie, Argentine, Brésil, Canada, Colombie, Congo, Égypte, Espagne, Guinée-Bissau, Hongrie, Inde, Irlande, Jordanie, Malaisie, Maroc, Pays-Bas, Nouvelle-Zélande, Nigeria, Norvège, Sénégal, Singapour, Tchécoslovaquie (République slovaque de janvier 1993), Suède, Yougoslavie et Zimbabwe.

## Pertes
Durant cette mission, il a été déploré la mort de:
- 2 observateurs militaires
- 1 autre personnel militaire
- 1 police civile
- 1 personnel civil international